# 歌川芳舟
歌川 芳舟(うたかわ よしふね、生没年不詳)は江戸時代末期の浮世絵師。

## 来歴
歌川国芳の門人。幕末期に大判の錦絵1点を残しているのみで、それ以外については未詳である。作品は妙見詣りの芸者を描いたもので「御手洗」または「手水(ちょうず)」と題されている。落款は「よし舟画」とあり、版元は有忠。制作年は不詳。